# Campionati del mondo di ciclismo su strada 2014 - Cronometro a squadre femminile
La cronometro a squadre femminile dei Campionati del mondo di ciclismo su strada 2014 fu corsa il 21 settembre 2014 in Spagna, con partenza ed arrivo a Ponferrada, su un percorso totale di 36,15 km. La squadra statunitense Specialized-Lululemon vinse la gara, per il terzo anno consecutivo, con il tempo di 43'33" alla media di 49,805 km/h.

## Squadre partecipanti
| N.      | Cod. | Squadra                          |
| ------- | ---- | -------------------------------- |
| 1-6     | USA  | Specialized-Lululemon            |
| 11-16   | RBW  | Rabo-Liv Women Cycling Team      |
| 21-26   | GEW  | Orica-AIS                        |
| 31-36   | DLT  | Boels-Dolmans Cycling Team       |
| 41-46   | GIW  | Team Giant-Shimano               |
| 51-56   | HPU  | Hitec Products                   |
| 61-66   | RVL  | RusVelo                          |
| 71-76   | BPK  | Astana-BePink Womens Team        |
| 81-86   | UHC  | UnitedHealthcare Pro Cycling     |
| 91-96   | OPW  | Optum p/b Kelly Benefit Strateg. |
| 101-106 | BCT  | Bigla Cycling Team               |
| 111-116 | BTC  | BTC City Ljubljana               |
| 121-126 | TIB  | Team Tibco-To the Top            |
| 131-136 | VLL  | Topsport Vlaanderen-ProDuo       |

## Classifica (Top 10)
| Pos. | Squadra                            | Tempo   |
| ---- | ---------------------------------- | ------- |
| 1    | Specialized-Lululemon              | 43'33"  |
| 2    | Orica-AIS                          | a 1'17" |
| 3    | Astana-BePink Womens Team          | a 2'20" |
| 4    | Optum p/b Kelly Benefit Strategies | a 2'26" |
| 5    | Boels-Dolmans Cycling Team         | s.t.    |
| 6    | UnitedHealthcare Pro Cycling Team  | a 2'44" |
| 7    | Bigla Cycling Team                 | a 2'55" |
| 8    | Team Giant-Shimano                 | a 3'45" |
| 9    | Hitec Products                     | a 4'01" |
| 10   | RusVelo                            | a 4'08" |